# NGC 4842/1
NGC 4842/1 је елиптична галаксија у сазвежђу Береникина коса која се налази на NGC листи објеката дубоког неба.
Деклинација објекта је + 27° 29' 35" а ректасцензија 12h 57m 36,0s. Привидна величина (магнитуда) објекта NGC 4842 износи 14,0 а фотографска магнитуда 15,0. NGC 48421 је још познат и под ознакама NGC 4842A, MCG 5-31-30, CGCG 160-46, DRCG 27-30, PGC 44337.